# Blakea truncata
Blakea truncata är en tvåhjärtbladig växtart som beskrevs av Henry Allan Gleason. Blakea truncata ingår i släktet Blakea och familjen Melastomataceae. Inga underarter finns listade i Catalogue of Life.